# Saint-Étienne-du-Vauvray
Saint-Étienne-du-Vauvray é uma comuna francesa na região administrativa da Normandia, no departamento de Eure. Estende-se por uma área de 8,83 km². Em 2010 a comuna tinha 892 habitantes (densidade: 101 hab./km²).